# Gavardina (teixit)
La gavardina  és un teixit de cotó, llana o fibra sintètica de consistència treballada i molt ajustada, caracteritzada per tenir una cara llisa i una acanalada en diagonal. Per ser relativament impermeable a l'aire i a l'aigua, s'empra habitualment en la confecció de roba d'abrigar.
Va ser creada per Thomas Burberry el 1880 quan es va entrevistar amb un pastor de la seva regió, la jaqueta es tornava impermeable pel producte utilitzat en el bany de les ovelles. Va registrar la patent el 1888, la qual cosa li va permetre la fabricació exclusiva fins a 1917. Actualment moltes gavardines es treballen en aquest material, prenent el nom de  burberries  a Anglaterra.